# 年預
年預（ねんよ）は、中世日本に置かれた役職の1つ。

## 年預 (院司)
年預（ねんよ）は、院司に置かれた役職の1つ。院庁を監督して院中の事務執行を担当する責任者で、四位・五位の受領が別当を務めて院年預（いんのねんよ）あるいは年預別当（ねんよべっとう）と呼称されるのが恒例であった。後には院の執事や執権がこれを兼務する場合もあった。著名な年預に白河院の藤原基隆、鳥羽院の藤原忠隆、後白河院の藤原俊盛、美福門院の平忠盛などがいる。後に大蔵省・大炊寮と言った正式な官司や摂関家家司にも年預が設置された記録が見られる。

## 年預 (寺院)
年預（ねんよ/ねんにょ）は、東大寺・東寺・金剛峯寺などの寺院に置かれた役職の1つ。大衆による集会評定の幹事となり、集会の開催・進行、決定事項の記録・保管・執行を行う。大衆の中から1年ごとに籤などで選出されるか、輪番制で交代した。寛平元年に円成寺に置かれたのが最古の記録である。
後にこうした寺院の慣習が武士に対しても影響を与え、鎌倉幕府の評定衆や引付衆、月番制などに年預の制度・選出が影響が見られるとされている。